# Kim Ekdahl du Rietz
Kim Ekdahl du Rietz (Lund, 23 de julio de 1989) es un exjugador de balonmano sueco que jugaba de lateral izquierdo. Su último equipo fue el PSG de la LNH. Fue un componente de la selección de balonmano de Suecia, con la que ganó la medalla de plata en los Juegos Olímpicos de Londres 2012.
En 2017 se retiró de las pistas de balonmano, con tan sólo 27 años. Sin embargo, en marzo de 2018 regresó al Rhein-Neckar Löwen para ayudar al equipo alemán en lo que faltaba de temporada. Poco después se confirmó su fichaje por el Paris Saint-Germain para la temporada 2018-19. En 2020 se volvió a retirar.

## Clubes
- Lugi HF (2005-2011)
- HBC Nantes (2011-2012)
- Rhein-Neckar Lowen (2012-2017)
- Rhein-Neckar Lowen (2018)
- PSG (2018-2020)[4]

## Palmarés

### Rhein-Neckar Löwen
- Copa EHF (1): 2013
- Liga de Alemania de balonmano (2): 2016, 2017

### PSG
- Liga de Francia de Balonmano (2): 2019, 2020
- Copa de la Liga (1): 2019